# Filmfare Award per la miglior attrice
Il Filmfare Award per la migliore attrice viene assegnato dalla rivista Filmfare come parte dell'annuale premiazione dei Filmfare Awards, dedicati al cinema indiano. Il premio per la migliore attrice fu assegnato sin dalla prima edizione dei Filmfare Awards tenutasi per la prima volta nel 1954 per i film usciti nell'anno precedente, il 1953.
Le attrici che hanno ricevuto il maggior numero di volte The Black Lady, com'è chiamata la statuetta del premio, sono Nutan e sua nipote Kajol, con 5 vittorie ciascuna. Seguono poi Meena Kumari, Madhuri Dixit, Vidya Balan Alia Bhatt con 4 statuette e Vyjayanthimala, Jaya Bachchan e Shabana Azmi con 3. Madhuri Dixit ha il primato del maggior numero di candidature con 14, seguita da Meena Kumarie Vidya Balan con 12. Shabana Azmi è stata l'attrice ad aver ricevuto il maggior numero di candidature, ben 4, in una stessa edizione, quella del 1984 mentre Meena Kumari infine è l'unica ad aver ricevuto tutte le nomination di una stessa edizione, quella del 1963, che quell'anno erano 3.

## Vincitrici e candidate
La seguente lista mostra, accanto alle attrici vincitrici e candidate di ogni anno, i relativi film interpretati.

### Anni 1950
- 1954
  - Vincitrice: Meena Kumari – Baiju Bawra
- 1955
  - Vincitrice: Meena Kumari – Parineeta
- 1956
  - Vincitrice: Kamini Kaushal – Biraj Bahu
  - Geeta Bali – Vachan
  - Meena Kumari – Azaad
- 1957
  - Vincitrice: Nutan – Seema
- 1958
  - Vincitrice: Nargis – Madre India (Mother India)
- 1959
  - Vincitrice: Vyjayanthimala – Madhumati
  - Meena Kumari – Sahara
  - Vyjayanthimala – Sadhna

### Anni 1960
- 1960
  - Vincitrice: Nutan – Sujata
  - Mala Sinha – Dhool Ka Phool
  - Meena Kumari – Chirag Kahan Roshni Kahan
- 1961
  - Vincitrice: Bina Rai – Ghunghat
  - Madhubala – Mughal-e-Azam
  - Nutan – Chhalia i
- 1962
  - Vincitrice: Vyjayanthimala – Ganga Jamuna
  - Padmini – Jis Desh Men Ganga Behti Hai
  - Saira Banu – Junglee
- 1963
  - Vincitrice: Meena Kumari – Sahib Bibi Aur Ghulam
  - Meena Kumari – Aarti
  - Meena Kumari – Main Chup Rahungi
- 1964
  - Vincitrice: Nutan – Bandini
  - Mala Sinha – Bahurani
  - Meena Kumari – Dil Ek Mandir
- 1965
  - Vincitrice: Vyjayanthimala – Sangam
  - Mala Sinha – Jahan Ara
  - Sadhana – Woh Kaun Thi?
- 1966
  - Vincitrice: Meena Kumari – Kaajal
  - Mala Sinha – Himalaya Ki God Mein
  - Sadhana – Waqt
- 1967
  - Vincitrice: Waheeda Rehman – Guide
  - Meena Kumari – Phool Aur Patthar
  - Suchitra Sen – Mamta
- 1968
  - Vincitrice: Nutan – Milan
  - Saira Banu – Shagird
  - Waheeda Rehman – Ram Aur Shyam
- 1969
  - Vincitrice: Waheeda Rehman – Neel Kamal
  - Nargis – Raat Aur Din
  - Saira Banu – Diwana

### Anni 1970
- 1970
  - Vincitrice:  Sharmila Tagore – Aradhana
  - Asha Parekh – Chirag
  - Nanda – Ittefaq
- 1971
  - Vincitrice:  Mumtaz – Khilona
  - Sharmila Tagore – Safar
  - Waheeda Rehman – Khamoshi
- 1972
  - Vincitrice:  Asha Parekh – Kati Patang
  - Jaya Bhaduri – Guddi
  - Jaya Bhaduri – Uphaar
- 1973
  - Vincitrice:  Hema Malini – Seeta Aur Geeta
  - Meena Kumari – Pakeezah (postuma)
  - Raakhee – Aankhon Aankhon Mein
- 1974
  - Vincitrice:  Dimple Kapadia – Bobby e Jaya Bhaduri – Abhimaan
  - Jaya Bhaduri – Koshish
  - Moushmi Chatterjee – Anuraag
  - Nutan – Saudagar
- 1975
  - Vincitrice:  Jaya Bhaduri – Kora Kagaz
  - Hema Malini – Amir Garib
  - Hema Malini – Prem Nagar
  - Saira Banu – Sagina
  - Shabana Azmi – Ankur
- 1976
  - Vincitrice:  Lakshmi – Julie
  - Hema Malini – Khushboo
  - Hema Malini – Sanyasi
  - Jaya Bhaduri – Mili
  - Suchitra Sen – Aandhi
- 1977
  - Vincitrice:  Raakhee – Tapasya
  - Hema Malini – Mehbooba
  - Raakhee – Kabhi Kabhie
  - Reena Roy – Nagin
  - Sharmila Tagore – Mausam
- 1978
  - Vincitrice:  Shabana Azmi – Swami
  - Hema Malini – Kinara
  - Raakhee – Doosra Aadmi
  - Smita Patil – Bhumika
  - Zarina Wahab – Gharaonda
- 1979
  - Vincitrice:  Nutan – Main Tulsi Tere Aangan Ki
  - Raakhee – Trishna
  - Ranjeeta – Ankhiyon Ke Jharokhon Se
  - Rekha – Ghar
  - Zeenat Aman – Satyam Shivam Sundaram

### Anni 1980
- 1980
  - Vincitrice:  Jaya Bhaduri – Nauker
  - Hema Malini – Meera
  - Jaya Prada – Sargam
  - Poonam Dhillon – Noorie
  - Raakhee – Jurmana
- 1981
  - Vincitrice:  Rekha – Khubsoorat
  - Reena Roy – Aasha
  - Rekha – Judaai
  - Shabana Azmi – Thodisi Bewafaii
  - Zeenat Aman – Insaaf Ka Tarazu
- 1982
  - Vincitrice:  Smita Patil – Chakra
  - Hema Malini – Naseeb
  - Jaya Bhaduri – Silsila
  - Raakhee – Baseraa
  - Rati Agnihotri – Ek Duje Ke Liye
  - Rekha – Umrao Jaan
- 1983
  - Vincitrice:  Padmini Kolhapure – Prem Rog
  - Raakhee – Shakti
  - Rekha – Jeevan Dhaara
  - Salma Agha – Nikaah
  - Smita Patil – Bazaar
- 1984
  - Vincitrice:  Shabana Azmi – Arth
  - Shabana Azmi – Avtaar
  - Shabana Azmi – Mandi
  - Shabana Azmi – Masoom
  - Sridevi – Sadma
- 1985
  - Vincitrice:  Shabana Azmi – Bhavna
  - Jaya Prada – Sharaabi
  - Rohini Hattangadi – Saaransh
  - Shabana Azmi – Sparsh
  - Smita Patil – Aaj Ki Awaz
- 1986
  - Vincitrice:  Dimple Kapadia – Saagar
  - Jaya Prada – Sanjog
  - Mandakini – Ram Teri Ganga Maili
  - Padmini Kolhapure – Pyaar Jhukta Nahin
  - Rati Agnihotri – Tawaif
- 1987 – Nessun premio
- 1988 – Nessun premio
- 1989
  - Vincitrice:  Rekha – Khoon Bhari Maang
  - Juhi Chawla – Qayamat Se Qayamat Tak
  - Madhuri Dixit – Tezaab

### Anni 1990
- 1990
  - Vincitrice:  Sridevi – Chaalbaaz
  - Bhagyashree – Maine Pyar Kiya
  - Madhuri Dixit – Prem Pratigya
  - Sridevi – Chandni
  - Vijayashanti – Eeshwar
- 1991
  - Vincitrice:  Madhuri Dixit – Dil
  - Hema Malini – Rihaee
  - Juhi Chawla – Prathibandh
  - Meenakshi Seshadri – Jurm
- 1992
  - Vincitrice:  Sridevi – Lamhe
  - Dimple Kapadia – Lekin...
  - Madhuri Dixit – Saajan
  - Rekha – Phool Bane Angaray
  - Zeba Bakhtiar – Henna
- 1993
  - Vincitrice:  Madhuri Dixit – Beta
  - Juhi Chawla – Bol Radha Bol
  - Sridevi – Khuda Gawah
- 1994
  - Vincitrice:  Juhi Chawla – Hum Hain Rahi Pyar Ke
  - Dimple Kapadia – Rudaali
  - Madhuri Dixit – Khalnayak
  - Meenakshi Seshadri – Damini
  - Sridevi – Gumrah
- 1995
  - Vincitrice:  Madhuri Dixit – Hum Aapke Hain Kaun...!
  - Kajol – Yeh Dillagi
  - Madhuri Dixit – Anjaam
  - Manisha Koirala – 1942: A Love Story
  - Sridevi – Laadla
- 1996
  - Vincitrice:  Kajol – Dilwale Dulhania Le Jayenge
  - Madhuri Dixit – Raja
  - Madhuri Dixit – Yaraana
  - Manisha Koirala – Akele Hum Akele Tum
  - Urmila Matondkar – Rangeela
- 1997
  - Vincitrice:  Karisma Kapoor – Raja Hindustani
  - Juhi Chawla – Daraar
  - Manisha Koirala – Khamoshi: The Musical
  - Seema Biswas – Bandit Queen
  - Tabu – Maachis
- 1998
  - Vincitrice:  Madhuri Dixit – Dil To Pagal Hai
  - Juhi Chawla – Yes Boss
  - Mahima Chaudhry – Pardes
  - Sridevi – Judaai
  - Tabu – Virasat
- 1999
  - Vincitrice:  Kajol – Kuch Kuch Hota Hai
  - Kajol – Dushman
  - Kajol – Pyaar To Hona Hi Tha
  - Manisha Koirala – Dil Se
  - Urmila Matondkar – Satya

### Anni 2000
- 2000
  - Vincitrice:  Aishwarya Rai – Hum Dil De Chuke Sanam
  - Aishwarya Rai – Taal
  - Kajol – Hum Aapke Dil Mein Rehte Hain
  - Karisma Kapoor – Biwi No.1
  - Tabu – Hu Tu Tu
- 2001
  - Vincitrice:  Karisma Kapoor – Fiza
  - Aishwarya Rai – Hamara Dil Aapke Paas Hai
  - Madhuri Dixit – Pukar
  - Preity Zinta – Kya Kehna
  - Tabu – Astitva
- 2002
  - Vincitrice:  Kajol – Kabhi Khushi Kabhie Gham...
  - Amisha Patel – Gadar: Ek Prem Katha
  - Kareena Kapoor – Asoka
  - Karisma Kapoor – Zubeidaa
  - Tabu – Chandni Bar
- 2003
  - Vincitrice:  Aishwarya Rai – Devdas
  - Amisha Patel – Humraaz as Priya
  - Bipasha Basu – Raaz
  - Karisma Kapoor – Shakti – The Power
  - Rani Mukherjee – Saathiya
- 2004
  - Vincitrice:  Preity Zinta – Kal Ho Naa Ho
  - Bhoomika Chawla – Tere Naam
  - Hema Malini – Baghban
  - Preity Zinta – Koi... Mil Gaya
  - Rani Mukherjee – Chalte Chalte
  - Urmila Matondkar – Bhoot
- 2005
  - Vincitrice:  Rani Mukherjee – Io & tu - Confusione d'amore (Hum Tum)
  - Aishwarya Rai – Raincoat
  - Preity Zinta – Veer-Zaara
  - Shilpa Shetty – Phir Milenge
  - Urmila Matondkar – Ek Hasina Thi
- 2006
  - Vincitrice:  Rani Mukherjee – Black
  - Preity Zinta – Salaam Namaste
  - Rani Mukherjee – Bunty Aur Babli
  - Sharmila Tagore – Viruddh... Family Comes First
  - Vidya Balan – Parineeta
- 2007
  - Vincitrice:  Kajol – Fanaa
  - Aishwarya Rai – Dhoom 2
  - Bipasha Basu – Corporate
  - Kareena Kapoor – Omkara
  - Rani Mukherjee – Non dire mai addio (Kabhi Alvida Naa Kehna)
- 2008
  - Vincitrice:  Kareena Kapoor – L'amore arriva in treno (Jab We Met)
  - Aishwarya Rai – Guru
  - Deepika Padukone – Om Shanti Om
  - Madhuri Dixit – Aaja Nachle
  - Rani Mukherjee – La verità negli occhi (Laaga Chunari Mein Daag)
  - Vidya Balan – Bhool Bhulaiyaa
- 2009
  - Vincitrice:  Priyanka Chopra – Fashion
  - Aishwarya Rai – La sposa dell'imperatore (Jodhaa Akbar)
  - Anushka Sharma – Un incontro voluto dal cielo (Rab Ne Bana Di Jodi)
  - Asin Thottumkal – Ghajini
  - Kajol – U, Me aur Hum

### Anni 2010
- 2010
  - Vincitrice:  Vidya Balan – Paa
  - Deepika Padukone – L'amore ieri e oggi (Love Aaj Kal)
  - Kareena Kapoor – 3 Idiots
  - Kareena Kapoor – Kurbaan
  - Katrina Kaif – New York
  - Priyanka Chopra – Kaminey
- 2011
  - Vincitrice:  Kajol – Il mio nome è Khan (My Name Is Khan)
  - Aishwarya Rai – Guzaarish
  - Anushka Sharma – Band Baaja Baaraat
  - Kareena Kapoor – Golmaal 3
  - Vidya Balan – Ishqiya
- 2012
  - Vincitrice:  Vidya Balan – The Dirty Picture 
  - Katrina Kaif – Mere Brother Ki Dulhan
  - Mahi Gill – Saheb, Biwi Aur Gangster
  - Priyanka Chopra – 7 Khoon Maaf
  - Vidya Balan – No One Killed Jessica
- 2013
  - Vincitrice: Vidya Balan – Kahaani
  - Deepika Padukone – Cocktail
  - Kareena Kapoor – Heroine
  - Parineeti Chopra – Ishaqzaade
  - Priyanka Chopra – Barfi!
  - Sridevi – Quando parla il cuore (English Vinglish)
- 2014
  - Vincitrice: Deepika Padukone – Goliyon Ki Raasleela Ram-Leela 
  - Deepika Padukone - Chennai Express
  - Parineeti Chopra – Shuddh Desi Romance
  - Shraddha Kapoor – Aashiqui 2
  - Sonakshi Sinha – Lootera
  - Sonam Kapoor – Raanjhanaa
- 2015[3]
  - Vincitrice: Kangana Ranaut – Queen 
  - Alia Bhatt – Highway
  - Madhuri Dixit – Dedh Ishqiya
  - Priyanka Chopra – Mary Kom
  - Rani Mukherjee – Mardaani
  - Sonam Kapoor – Khoobsurat
- 2016[4]
  - Vincitrice: Deepika Padukone – Piku
  - Deepika Padukone – Bajirao Mastani
  - Kangana Ranaut – Tanu Weds Manu Returns
  - Anushka Sharma – NH10
  - Kajol – Dilwale
  - Sonam Kapoor – Dolly Ki Doli
- 2017[5]
  - Vincitrice: Alia Bhatt - Udta Punjab
  - Aishwarya Rai Bachchan - Sarbjit
  - Alia Bhatt - Dear Zindagi
  - Anushka Sharma - Ae Dil Hai Mushkil
  - Sonam Kapoor - Volo Pan Am 73 (Neerja)
  - Vidya Balan - Kahaani 2
- 2018[6]
  - Vincitrice: Vidya Balan - Tumhari Sulu
  - Alia Bhatt - Badrinath Ki Dulhania
  - Bhumi Pednekar - Shubh Mangal Saavdhan
  - Saba Qamar - Hindi Medium
  - Sridevi - Mom
  - Zaira Wasim - Secret Superstar
- 2019[7]
  - Vincitrice: Alia Bhatt - Raazi
  - Deepika Padukone - Padmaavat
  - Neena Gupta - Badhaai Ho
  - Rani Mukherjee - Hichki
  - Tabu - Andhadhun

### Anni 2020
- 2020[8]
  - Vincitrice: Alia Bhatt - Gully Boy
  - Kangana Ranaut - Manikarnika: The Queen of Jhansi
  - Kareena Kapoor Khan - Good Newwz
  - Priyanka Chopra Jonas - The Sky Is Pink
  - Rani Mukherjee - Mardaani 2
  - Vidya Balan - Mission Mangal
- 2021[9]
  - Vincitrice: Taapsee Pannu - Thappad
  - Deepika Padukone - Chhapaak
  - Janhvi Kapoor - Gunjan Saxena: The Kargil Girl
  - Kangana Ranaut - Panga
  - Vidya Balan - Shakuntala Devi
- 2022[10]
  - Vincitrice: Kriti Sanon - Mimi
  - Kiara Advani - Shershaah
  - Parineeti Chopra - Sandeep Aur Pinky Faraar
  - Taapsee Pannu - Rashmi Rocket
  - Vidya Balan - Sherni
- 2023[11]
  - Vincitrice: Alia Bhatt - Gangubai Kathiawadi
  - Bhumi Pednekar - Badhaai Do
  - Janhvi Kapoor - Mili
  - Kareena Kapoor Khan - Laal Singh Chaddha
  - Tabu - Bhool Bhulaiyaa 2
- 2024[12]
  - Vincitrice: Alia Bhatt - Rocky aur Rānī kī prem kahānī
  - Bhumi Pednekar - Thank You for Coming
  - Deepika Padukone - Pathaan
  - Kiara Advani - Satyaprem Ki Katha
  - Rani Mukherjee - Mrs Chatterjee vs Norway
  - Taapsee Pannu - Dunki